# Adiție nucleofilă
În chimia organică, adiția nucleofilă (AN) este un tip de reacție chimică de adiție în cadrul căreia o legătură pi (π) dintr-un compus organic deficitar în electroni (electrofilul) este ruptă, cu formarea a două noi legături sigma (σ). Partenerul de reacție este un nucleofil, bogat în electroni. Electrofilul în adiția nucleofilă trebuie să aibă o legătură dublă sau triplă, care poate fi de tipul carbon-carbon (compuși nesaturați de tipul alchenelor, alchinelor) sau de tipul carbon-heteroatom (carbonili, imine și nitrili).

## Mecanism

### Adiția  la legături duble carbon-carbon
Adiția nucleofilă la alchene debutează cu formarea nucleofilului (specia cu sarcină negativă X−) care va forma o legătură covalentă cu un sistem nesaturat deficitar în electroni, de tipul -C=C- (etapa 1). Sarcina negativă de la anionul X− se transferă la legătura carbon-carbon.
În cea de-a doua etapă a adiției nucleofile, intermediarul de reacție încărcat pozitiv (carbanionul) se va lega de compusul cu sarcină pozitivă, cationul Y+, deficitar în electroni, pentru a forma cea de-a doua legătură covalentă. 
De exemplu, reacția stirenului cu toluenul în prezența sodiului, cu obținerea de 1,3-difenilpropan, are loc cu formarea intermediarului corespunzător:

### Adiția  la legături duble carbon-heteroatom
Reacțiile de adiție nucleofilă la legăturile duble carbon-heteroatom, precum sunt cele de tipul C=O și C=N, sunt întâlnite în foarte multe varietăți. Aceste legături sunt polare deoarece există o diferență semnificativă de electronegativitate între cei doi atomi care sunt implicați în legătură. Astfel, atomul de carbon este încărcat parțial cu o sarcină pozitivă, devenind un carbocation, ceea ce duce la inițierea atacului nucleofilului:
Nu- + RR'C=O → NuRR'C-O-   (atacul nucleofil)
NuRR'C-O- + H+ → NuRR'C-OH   (protonarea)
Mecanismul acestei reacții este indicat în imaginea de mai jos:

## Tipuri

### Adiția  la legături duble carbon-heteroatom
La compuși carbonilici, care reacționează cu
- Apa prin hidratare, formând un diol geminal:

R2C=O + H2O → R2C(OH)2
- Un alcool formând un acetal:

R2C=O + 2R'OH → R2C(OR')2 + H2O
- O hidrură prin reducere formând un alool:

R2C=O + H- → R2CH-O-   (adiție)
R2CH-O- + H+ → R2CH-OH   (neutralizare)
- O amină primară formând o imină:

R2C=O + R'NH2 → R2C=NR' + H2O
- Un enolat prin condensare aldolică.
- Un compus organometalic (reactiv Grignard).
- O fosforilidă printr-o reacție Wittig.

La nitrili, imine, ...
- Un nitril hidrolizează formând un acid carboxilic:

R-CN + 2H2O → R-COOH + NH3
- Iminele cu hidruri dau amine